# جامعة يدي تبة
جامعة يدي تبة ((بالتركية: Yeditepe Üniversitesi)) هي جامعة خاصة تركية تقع في إسطنبول. تأسست في سنة 1996 على يد مؤسسة إسطنبول للثقافة والتعليم.